# Jędrzejów (Łódź)
Jędrzejów  – dawna wieś, obecnie osiedle na Górnej w Łodzi, w obrębie osiedla administracyjnego Wiskitno. Leży na południu miasta, w rejonie skrzyżowania ulic Jędrzejowskiej z Tomaszowską.

## Historia
Dawniej samodzielna miejscowość (wieś i osada młynarska). Od 1867 w gminie Wiskitno. W okresie międzywojennym należał do powiatu łódzkiego w woj. łódzkim. W 1921 roku wieś Jędrzejów liczyła 367 mieszkańców. 1 września 1933 utworzono gromadę (sołectwo) Jędrzejów   w granicach gminy Wiskitno, składającą się ze wsi Jędrzejów i Jędrzejów Młynek oraz parceli Jędrzejów.
Podczas II wojny światowej włączone do III Rzeszy. Po wojnie Jędrzejów powrócił na krótko do powiatu łódzkiego woj. łódzkim, lecz już 13 lutego 1946 włączono go do Łodzi.